# بلوط‌دزدسانان
بلوط‌دزدسانان (نام علمی: Dryolestida) نام یک راسته از رده پستانداران است.